# Бийо-Варенн, Жак-Николя
Жак-Николя́ Бийо́-Варе́нн (фр. Jacques-Nicolas Billaud-Varenne; 23 апреля 1756, Ла-Рошель, Франция — 3 июня 1819, Порт-о-Пренс, Гаити) — деятель Великой французской революции, видный член «великого» Комитета общественного спасения. Левый «термидорианец».

## Биография

### До революции
Жак Никола Бийо родился в семье нотаблей Ла-Рошели; его отец был адвокатом президиального суда. Изучал словесность в ораторианском коллеже в Ньоре, философию в Ла-Рошели, в 1778 году окончил юридический факультет университета Пуатье и стал адвокатом. Клиентов у него было мало, и он посвятил себя драматургии. В 1782 году поступил в ораторианский коллеж Жюйи в качестве префекта пансиона (надзирателя), но пришелся не ко двору и в 1784 г. был уволен; в этот период написал оперу «Морган», постановки которой не смог добиться. С 1785 г. служил адвокатом Парижского парламента. В 1786 г. женился на Анне-Анжелике Дуа, незаконной дочери верденского откупщика, немке по происхождению, и добавил к своей фамилии приставку «Варенн» (это было название деревни близ Ла-Рошели, где у отца была ферма), став Бийо-Варенном. В 1789 году как «философский писатель» написал несколько памфлетов, направленных против духовенства.

### Начало революции
Уже с конца 1789 г. Бийо-Варенн неоднократно критиковал «предателей революции». В брошюре «Политический художник» он заклеймил закон о военном положении, принятый 21 октября и ограничивавший право на собрания, и отмечал, что решения Учредительного собрания не соответствуют Декларации прав человека и гражданина. В 1790 году опубликовал статью, посвящённую восстанию швейцарского полка Шатовьё в Нанси и его подавлению, резко порицая действия правительства. В том же году вступил в Якобинский клуб. Там он подпал под влияние Марата, Дантона и Робеспьера и вскоре стал одним из самых пылких ораторов клуба. Он громил короля и двор и поддерживал Робеспьера в борьбе с жирондистами, добивавшимися войны. В 1791 году написал памфлет «Ацефократия, или Федеративное правительство», где призывал ввести всеобщее избирательное право и ограничить полномочия исполнительной власти. В июле в очередной брошюре предложил ввести республику.
После 10 августа 1792 года Бийо-Варенн вошёл в состав Парижской коммуны. Он стал заместителем Манюэля, прокурора-синдика Коммуны. Едва ли непосредственно участвовал в сентябрьских убийствах, но в своих текстах безусловно их одобрил. После этого выезжал в Шалон как комиссар Коммуны для проверки поведения «подозрительных» генералов. Написал в Законодательное Собрание неодобрительный рапорт о позиции шалонского муниципалитета, не повлекший последствий.

### Депутат Конвента
7 сентября 1792 года 472 голосами выборщиков из 676 был избран от Парижа в Национальный Конвент. Сразу же примкнул к монтаньярам. Одним из первых предложений Бийо-Варенна было требование смертной казни для всех, кто пропустит врагов на территорию Франции. При голосовании по вопросу участи Людовика XVI он голосовал за смерть, добавив к этому: «Поскольку Брут без колебаний послал своих детей на муки, я говорю „нет“», и в другой раз: «Смерть в двадцать четыре часа». В апреле 1793 г. в качестве комиссара Конвента был послан в Ренн для подавления восстаний крестьян, вызыванных вандейским мятежом, для чего потребовал вооружённой силы от Временного исполнительного совета (исполнявшего функции правительства), но ничего не добился.
В Конвенте Бийо-Варенн вёл активную борьбу с жирондистами, в частности, с «Комиссией двенадцати», созданной для расследования эксцессов Коммуны. 23 июня добился отмены закона о военном положении, принятого 21 октября 1789 года. Осудил и выступление Жака Ру, лидера «бешеных», который 25 июня подал в Конвент петицию, критиковавшую только что принятую Конституцию I года с левых позиций. Ездил с миссией в департаменты Нор и Па-де-Кале; по возвращении потребовал в Конвенте, чтобы войска, направленные вовнутрь страны, двигались прямо к границам и чтобы в армию были призваны все мужчины в возрасте от двадцати до тридцати лет. 5 сентября поддержал требование парижских секций, изложенное Пашем, Эбером и Шометтом, о формировании «революционной армии» (о чём и был принят декрет по инициативе Барера) и способствовал отдаче под суд министров-жирондистов Клавьера и Лебрёна-Тондю. Вечером того же дня Бийо-Варенн председательствовал в Конвенте и вместе со своим другом Колло д’Эрбуа был введён в состав Комитета общественного спасения.
В 1793 году написал работу «Элементы республиканизма», где утверждал, что, даже если политическая система должна обеспечивать каждому мирное пользование его собственностью, во имя права на существование все блага должны быть распределены между гражданами при максимальном соблюдении принципа эгалитарности.

### Член Комитета общественного спасения

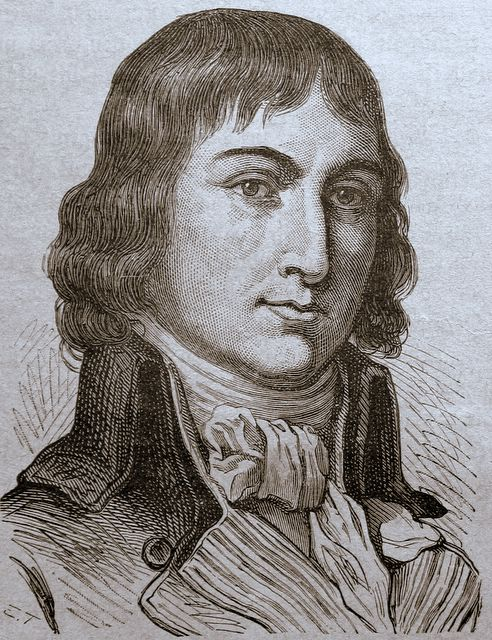
Жак Никола Бийо-Варенн.

В Комитете вместе с Колло д’Эрбуа отвечал за связь с комиссарами Конвента («депутатами в миссии») и за переписку с гражданскими властями. Так, 29 октября 1793 года (8 брюмера II года) Чрезвычайный уголовный трибунал по его инициативе был переименован в Революционный трибунал. Внёс закон от 14 фримера II г. (4 декабря 1793 г.), заложивший основы временного революционного правительства: укреплялась централизация, все местные власти должны были подчиняться Конвенту и Комитетам, посты прокуроров-синдиков, «революционные армии» и революционные трибуналы на местах упразднялись. Но 29 декабря (9 нивоза II года) отверг предложение Мерлена из Тионвиля придать Комитету функции правительства, заявив: «Править должен Конвент. Мы его аванпост, правая рука, но мы не правительство». В январе по поручению Якобинского клуба составил «обвинительный акт против всех королей мира». Одобрил расправы над эбертистами (это он 24 вантоза II года, то есть 14 марта 1794 г., изложил в Клубе «заговорщические планы» эбертистов, хотя сам был к ним близок по убеждениям) и «снисходительными» (дантонистами).

### Термидорианский переворот и его последствия
Весной-летом 1794 года Бийо, до тех пор неизменно поддерживавший Робеспьера, стал постепенно отдаляться от него, усматривая в его действиях стремление к диктатуре. Так, он резко воспротивился принятию закона от 22 прериаля II года (10 июня 1794 г.) (не обсуждённого заранее в Комитете), упрощавшего судебную процедуру и усиливавшего террор. Бийо-Варенн обвинял Робеспьера в стремлении «гильотинировать Конвент», назвал его «тираном» и «контрреволюционером». Правда, 5 термидора (23 июля) по инициативе Барера была сделана последняя попытка примирить членов Комитета, и Бийо обратился к Робеспьеру со словами: «Мы твои друзья; мы всегда шли вместе с тобой». Но 8 термидора он воспринял речь Робеспьера в Конвенте, упоминавшую неназванных врагов, как угрозу для себя лично и окончательно примкнул к участникам давно задуманного термидорианского переворота. Вечером того же дня в Якобинском клубе, попытавшись выступить против Робеспьера, был изгнан и исключён из клуба вместе с Колло д’Эрбуа.
9 термидора, получив слово от того же Колло, председательствовавшего в тот день, Бийо-Варенн заговорил о заговоре, якобы составленном Якобинским клубом, о том, что Робеспьер как тиран уже шесть месяцев диктует свою волю и даже напомнил, что последний не спешил казнить Эбера и Дантона. В дальнейшем в ту ночь принял активное участие в деятельности Конвента, свергнувшего Робеспьера.
Тем не менее очень скоро стал объектом травли со стороны «правых термидорианцев». Кампанию против «левых» открыл памфлет Меэ де ла Туша «Охвостье Робеспьера», вышедший в августе. Потом, 28 августа, против Бийо выступил Лекуантр, а позже, 30 октября, — Лежандр. 3 ноября (13 брюмера III года) Бийо-Варенн, долго не реагировавший на нападки, наконец выступил в Якобинском клубе (куда был снова введён), где заявил, имея в виду революцию: «Лев не умер, когда он спит, а по пробуждении он истребит всех своих врагов». В ответ правые обвинили его, что он настраивает народ против Конвента.
В декабре 1794 г. была создана специальная комиссия по расследованию деятельности Бийо-Варенна, Колло д’Эрбуа, Вадье и Барера. В ночь с 12 на 13 жерминаля III года (1-2 апреля 1795 г.) Конвент без суда приговорил их к ссылке в Гвиану (Вадье удалось бежать, а Барера позже оставили во Франции). 20 июня Бийо и Колло, которых по пути на корабль едва не растерзала толпа, прибыли в Кайенну.

### В изгнании
Четыре года Бийо-Варенн провёл в каторжной тюрьме Синнамари. В 1796 году умер его бывший коллега Колло д’Эрбуа. В 1797 г. жена Бийо, которая осталась во Франции и с которой он переписывался, добилась развода в связи с отсутствием мужа и вышла за американца по имени Генри Джексон.
Первый консул Бонапарт, пришедший к власти 18 брюмера VIII года (9 ноября 1799 г.), подписал ему помилование, но Бийо отказался возвращаться во Францию. Судя по его записям, он раскаивался в участии в термидорианском перевороте: «Мы совершили в тот день роковую ошибку… Девятого термидора Революция погибла. Сколько раз с тех пор я сокрушался, что в пылу гнева принял участие в заговоре! Отчего люди, взяв в руки кормило власти, не умеют отрешиться от своих безрассудных страстей и мелочных обид?.. Несчастье революций в том, что надо принимать решения быстро; нет времени на размышления, действуешь в непрерывной горячке и спешке, вечно под страхом, что бездействие губительно, что идеи твои не осуществятся… Восемнадцатое брюмера было бы невозможно, если бы Дантон, Робеспьер и Камилл сохранили единство».
Не вернулся он и в 1809 году, когда Гвиану захватили португальцы. Он жил скромно, возделывая свой участок, в обществе уроженки Гваделупы по имени Виржини. Поддерживал дружеские отношения с Виктором Югом, бывшим комиссаром Конвента в Гваделупе.
Только в 1816 году, после Реставрации, он покинул Гвиану и перебрался на Гаити, недавно ставшее независимой республикой. Президент Александр Петион назначил ему пенсию. Умер он в Порт-о-Пренсе 3 июня 1819 года. Ему приписывают такие последние слова: «Во всяком случае, мои останки будут лежать в земле, которая желает Свободы; но я слышу голос потомства, обвиняющего меня в том, что я слишком щадил кровь европейских тиранов».

## Цитата
- «Если накопление больших масс имущества в руках малого числа людей постепенно приводит ко всяческим социальным бедствиям, то зажиточность большинства людей, плод труда и мастерства, а также торговых операций, поднимает нацию на более высокую ступень благополучия и придаёт её правлению подлинное величие» (Billaud-Varenne. Les elements du republicanism. Paris, ann I.)[3].

## В культуре
Бийо-Варенн стал персонажем романа Хилари Мэнтел «Сердце бури» (1992). Он появляется в фильме «Пришельцы, часть 3. Революция» (Франция, 2016) режиссёра Жан Мари Пуарэ.